# Охрястя
Охря́стя, також перихо́ндрій (лат. perichondrium, від грец. περί, «біля» + χόνδρος, «хрящ») — шар щільної нерегулярної сполучної тканини, що оточує хрящ кістки під час процесу осифікації, також присутній в еластичного і гіалінового хряща. Складається з двох окремих шарів: зовнішнього фіброзного (stratum fibrosum) і внутрішнього хондрогенного (хрящетворного) чи клітинного (stratum chondrogenicum, stratum cellulare). Фіброзний шар містить фібробласти, що продукують колагенні волокна. Хондрогенний залишається недиференційованим і може утворювати хондробласти.
Серед пов'язаних з охрястям патологій типовою є його запалення — перихондрит.